# Кілія (Сату-Маре)
Кілія (рум. Chilia) — село у повіті Сату-Маре в Румунії. Входить до складу комуни Хомороаде.
Село розташоване на відстані 425 км на північний захід від Бухареста, 22 км на південний схід від Сату-Маре, 103 км на північ від Клуж-Напоки.

## Населення
За даними перепису населення 2002 року у селі проживали 280 осіб, з них 278 осіб (99,3%) румунів. Рідною мовою 278 осіб (99,3%) назвали румунську.